# Aéroport Melbourne-Tullamarine
Ne doit pas être confondu avec Aéroport d'Orlando-Melbourne ou Aéroport d'Essendon.
L'aéroport Tullamarine de Melbourne (code IATA : MEL • code OACI : YMML) est le deuxième plus grand aéroport de l'Océanie avec plus de 22 millions de passagers par an. C'est la plateforme de correspondance principale des compagnies australiennes Jetstar Airways et Tiger Airways Australia, ainsi que le second hub pour Qantas.

## Situation
L'aéroport Tullamarine de Melbourne est situé sur la commune de Tullamarine, à environ 25 km au nord-ouest de Melbourne, avec l'aéroport d'Essendon.
| Alice Springs Sydney Melbourne Brisbane Perth Adélaïde Darwin Gold Coast Cairns Hobart Canberra Townsville Launceston Newcastle Mackay Sunshine Coast Port Hedland Ayers Rock-Uluru |

## Statistiques
Le graphique qui aurait dû être présenté ici ne peut pas être affiché car il utilise l'ancienne extension Graph, désactivée pour des questions de sécurité. Des indications pour créer un nouveau graphique avec la nouvelle extension Chart sont disponibles ici.

Voir la requête brute et les sources sur Wikidata.

### Impact de la pandémie de Covid-19
Le graphique qui aurait dû être présenté ici ne peut pas être affiché car il utilise l'ancienne extension Graph, désactivée pour des questions de sécurité. Des indications pour créer un nouveau graphique avec la nouvelle extension Chart sont disponibles ici.

Voir la requête brute et les sources sur Wikidata.

## Compagnies aériennes et destinations

### Passagers
| Compagnies                | Destinations |
| ------------------------- | --- |
| AirAsia X                 | Kuala Lumpur |
| Aircalin                  | Nouméa - La Tontouta |
| Air Canada                | Vancouver , |
| Air China                 | Pékin-Capitale, Shanghai-Pudong |
| Air India                 | Delhi-Indira Gandhi |
| Airnorth                  | Toowoomba |
| Air New Zealand           | Auckland, Christchurch, Queenstown, Tasmanie (en), Wellington |
| Alliance Airlines         | Charter : Ayers Rock, Sydney-K. Smith |
| Beijing Capital Airlines  | Qingdao-Jiaodong, Shenyang |
| Cathay Pacific            | Hong Kong |
| China Airlines            | Taïwan-Taoyuan En saison : Christchurch |
| China Eastern Airlines    | Shanghai-Pudong |
| China Southern Airlines   | Canton-Baiyun, Shenzhen-Bao'an |
| Emirates                  | , Dubaï, Singapour-Changi |
| Etihad Airways            | Abou Dabi |
| Fiji Airways              | Nadi |
| Garuda Indonesia          | Denpasar-Bali, Djakarta-S.-Hatta |
| Hainan Airlines           | Changsha, Xi'an-Xianyang |
| Japan Airlines            | Tokyo-Narita |
| Jetstar Airways           | Adélaïde, Auckland, Ayers Rock, Ballina (en), Bangkok-Suvarnabhumi, Brisbane, Cairns, Christchurch, Darwin, Denpasar-Bali, Gold Coast-Coolangatta, Hô Chi Minh Ville (Tân Sơn Nhất), Hobart, Honolulu, Launceston (en), Newcastle (Nouvelle Galles du Sud), Osaka-Kansai, Perth, Phuket, Proserpine-Whitsunday Coast (en), Queenstown, Singapour-Changi, Sunshine Coast (en), Sydney-K. Smith, Townsville, Zhengzhou |
| LATAM                     | Santiago du Chili-A.-M.-Benítez |
| Malaysia Airlines         | Kuala Lumpur |
| Philippine Airlines       | Manille-N. Aquino |
| Qantas                    | Adélaïde, Alice Springs, Auckland, Brisbane, Broome, Cairns, Canberra, Christchurch, Darwin, Delhi-Indira Gandhi, Gold Coast-Coolangatta, Hamilton Island-Grande barrière (en), Hobart, Hong Kong, Londres-Heathrow, Los Angeles, Perth, San Francisco , Singapour-Changi, Sydney-K. Smith, Tokyo-Narita, Wellington                                                                                                 |
| QantasLink                | Brisbane, Canberra, Devonport, Launceston (en), Mildura (en), Sydney-K. Smith En saison : Kingscote (Kangaroo Island) (en), Sunshine Coast (en) |
| Qatar Airways             | Doha-Hamad |
| Regional Express Airlines | Albury, Burnie, King Island (en), Merimbula (en), Mildura (en), Mount Gambier, Wagga Wagga (en) |
| Royal Brunei Airlines     | Bandar Seri Begawan |
| Shanghai Airlines         | Shanghai-Pudong |
| Scoot                     | Singapour-Changi |
| Sichuan Airlines          | Chengdu-Shuangliu |
| Singapore Airlines        | Singapour-Changi, Wellington |
| SriLankan Airlines        | Colombo-Bandaranaike |
| Thai Airways              | Bangkok-Suvarnabhumi |
| Tianjin Airlines          | Chongqing-Jiangbei |
| Tigerair Australia        | Adélaïde, Brisbane, Cairns, Canberra, Coffs Harbour (en), Gold Coast-Coolangatta, Hobart, Perth, Sydney-K. Smith, Townsville |
| United Airlines           | Los Angeles |
| Vietnam Airlines          | Hô Chi Minh Ville (Tân Sơn Nhất) |
| Virgin Australia          | Adélaïde, Auckland, Brisbane, Cairns, Canberra, Christchurch, Darwin, Gold Coast-Coolangatta, Hamilton Island-Grande barrière (en), Hobart, Hong Kong, Kalgoorlie (en), Launceston (en), Los Angeles, Mildura (en), Nadi, Newcastle, Perth, Sunshine Coast (en), Sydney-K. Smith |
| XiamenAir                 | Hangzhou-Xiaoshan, Xiamen-Gaoqi |

Édité le 03/02/2018

### Cargo

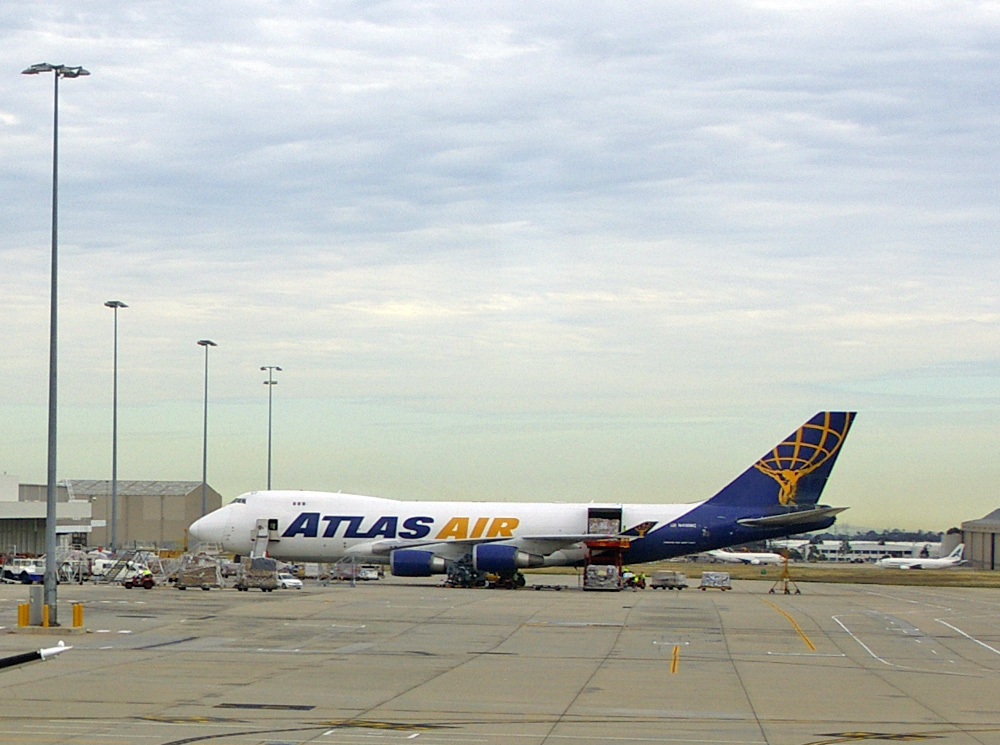
Boeing 747 d'Atlas Air sur le tarmac du Southern Freighter.

| Compagnies                            | Destinations                                                                                         |
| ------------------------------------- | --- |
| Australian airExpress                 | Adelaide, Brisbane, Cairns, Canberra, Gold Coast, Hobart, Launceston (en), Perth, Sydney, Townsville |
| Cathay Pacific Cargo                  | Hong Kong, Sydney, Toowoomba Wellcamp (en)                                                           |
| MASkargo                              | Kuala Lumpur–International, Djakarta-S.-Hatta, Sydney                                                |
| Polar Air Cargo                       | Cincinnati, Hong Kong, Honolulu, Sydney                                                              |
| Singapore Airlines Cargo              | Adelaide, Auckland, Singapour                                                                        |
| Toll Aviation                         | Bankstown                                                                                            |
| Toll Priority                         | Brisbane, Perth, Sydney                                                                              |
| Toll Priority opéré par Toll Aviation | Adelaide, Brisbane, Sydney                                                                           |